# Сантандерская белка
Сантандерская белка (лат. Microsciurus santanderensis) — вид грызунов рода карликовых белок. Это небольшая древесная белка, эндемик Колумбии.

## Описание
Общая длина тела составляет 27-31 см, длина хвоста 13,6-15 см. Обитает в тропических лесах на высоте до 3800 м над уровнем моря. Предпочитает дубовые леса. Ведёт дневной образ жизни. Встречается на деревьях.

## Распространение
Эндемик Колумбии, встречается в тропических лесах между рекой Магдалена и западными склонами Восточных Кордильер в департаментах Антиокия, Боливар, Сесар, Кордова и Сантандер.